# Sigismund Lenghel
Sigismund Lenghel (n. 2 iulie 1864, Remetea Chioarului – d. 1944, Baia Mare) a fost un deputat în Marea Adunare Națională de la Alba Iulia, organismul legislativ reprezentativ al „tuturor românilor din Transilvania, Banat și Țara Ungurească”, cel care a adoptat hotărârea privind Unirea Transilvaniei cu România, la 1 decembrie 1918. :p. 238

## Biografie
A fost la început preot la Preluca (județul Maramureș, apoi activează în județul Someș, unde colaborează cu Elie Miron Cristea, asesor consistorial, viitor mitropolit și patriarh. În perioada anterioară Unirii din 1918, a fost și secretar particular a lui Vasile Lucaciu. În anul 1918 se află în fruntea tuturor acțiunilor din zonă. După 1918, continuă să fie preot la Baia Mare, fiind protpop onorar și acționând pe tărâmul consolidării Unirii. A murit la Baia Mare, în anul 1944. Căsătorit cu Sofia Colceriu, una din cele nouă fiice ale medicului Alexandru Colceriu. Au avut doi fii, medicul, prof.univ.dr Lenghel (Culcer) Alexandru (1897-1977), și inginerul minier Lenghel Gheorghe. Bunicul scriitorului Culcer Dan.:p. 238